# Nicolas Mathieu
Nicolas Mathieu (Épinal, Francia, 2 de junio de 1978) es un novelista francés. Su novela Sus hijos después de ellos, publicada en 2018, fue galardonada con el premio Goncourt. Su obra aborda las consecuencias de la desindustrialización sobre la clase obrera francesa; también ha escrito novela policiaca.

## Biografía
Nicolas Mathieu pasó su infancia en Golbey, localidad limítrofe con Épinal, en el departamento de los Vosgos, en el popular barrio residencial de La Jeanne-d'Arc, que lleva el nombre de una empresa de venta al por mayor de alimentos que alojó a sus empleados allí hasta que cerró. Su padre es mecánico y su madre contable. Escolarizado en un centro privado de enseñanza católica, allí entró en contacto con un ambiente social más favorecido: 

La diferencia social con los otros alumnos no siempre ha sido fácil de sobrellevar. Lo que es más, aún hoy día me define.

 Por otra parte, en la escuela recibió el estímulo de sus profesoras ante sus primeros intentos literarios.

Hacia la edad de catorce años, yo sabía que quería ser escrito, pero perdí demasiado tiempo hasta llegar ahí, porque ese camino de la escritura lo hice solo, y fue largo y doloroso.

Escribió una tesis de maestría en artes escénicas en la Universidad de Metz titulada Terrence Malick: portrait d'un cinéaste en philosophe, bajo la dirección de Jean-Marc Leveratto, y luego se convirtió en periodista para un sitio de noticias en línea, Web Air Lorraine. Escribió su primera novela a la edad de veintidós años, «pero fue una purga narcisista». Su primera novela publicada, Aux animaux la guerre («A los animales la guerra»), se publicó en 2014 y ganó ese mismo año el premio Erckmann-Chatrian y el premio Transfuge du meilleur espoir Polar. En 2015, también recibió el premio Mystère de la critique y el galardón de novela del Festival du goéland masqué, dedicado a la novela negra y policiaca. La novela Aux animaux la guerre fue adaptada a la televisión en 2018 por France 3 en formato de serie, con seis capítulos de 52 minutos dirigidos por Alain Tasma, con Roschdy Zem, Olivia Bonamy, Tchéky Karyo, Rod Paradot y Danièle Graule. Este éxito le ayuda a consolidarse por fin como escritor.
El 7 de noviembre de 2018, Nicolas Mathieu obtuvo el premio Goncourt por su segunda novela, Leurs enfants après eux («Sus hijos después de ellos»), que había sido lanzada pocos meses antes, en agosto de 2018. Tal distinción le permitió dedicarse por completo a la escritura, que antes compaginaba con trabajos precarios que le permitieran subsistir mientras escribía.

## Obra
- Aux animaux la guerre (2014). Editor: Actes Sud, colección Actes noirs. 360 págs. ISBN 978-2-330-03037-7
- Paris-Colmar (2015). Editor: Le Monde: SNCF, colección Les Petits Polars du Monde. 78 págs. ISBN 978-2-36156-209-0
- Leurs enfants après eux (2018) Editor: Actes Sud. 425 págs. ISBN 978-2-330-10871-7 (en español: Sus hijos después de ellos; editada por AdN Alianza de Novelas, 19 de septiembre de 2019, 464 págs. ISBN: 978-84-9181-638-6, traducida por Amaya García Gallego).[12][13]